# حديقة تريغولي الوطنية
تريغولي هي حديقة وطنية في ولاية كوينزلاند، أستراليا، 603 كم غرب بريزبن.